# Línea 68 (Media Distancia)
La línea 68 (Granada - Almería) es una línea ferroviaria realizada por servicios MD que recorre transversalmente la comunidad  de Andalucía. Discurre por vías convencionales no electrificadas de ancho ibérico. Es operada por la sección de Media Distancia de Renfe Operadora mediante trenes Serie 599, y subvencionada en parte por la Junta de Andalucía. En 2008 movió 440.200 pasajeros.
Anteriormente cubría el trayecto entre Sevilla y Almería. En 2019 el trayecto se recortó a Granada-Almería. Desde 2020 existen billetes combinados de media distancia y Avant entre Sevilla y Almería con cambio de tren en Granada.
El tiempo mínimo de viaje desde Sevilla a Granada era de 3 horas, y a Almería de 5 horas y 5 minutos (2009).
Debido a la integración ferroviaria en Almería con el soterramiento en El Puche, el trayecto entre Huércal-Viator y Almería se realiza en autobús.
Los cortes sufridos:
Desde noviembre de 2018: Huércal-Almería por las obras de soterramiento en el Puche. Afecta a esta línea y al Altaria Madrid-Almería con 4 servicios diarios, dejando Almería sin ferrocarril desde entonces.

## Historia
El tráfico por esta línea hasta Almería es bastante reciente, limitándose el tráfico a relaciones de Sevilla a Granada y Málaga, sin relación directa con Almería. La introducción de automotores en la línea tuvo su inicio en los años 70. En los años 80 la relación entre Sevilla-Santa Justa y Almería se servía a través de Córdoba y mediante coches-cama que circulaban acoplados a otros trenes y se intercambiaban en Linares-Baeza.
En 1985 las vías por las que discurre se vieron amenazadas por el plan de clausura de líneas deficitarias que el Gobierno de España llevó a cabo. Para evitar su cierre la Junta de Andalucía se encargó de subvencionar la línea y mejorar las infraestructuras para hacer más eficiente el transporte de viajeros, y llevó a cabo entre 1986 y 1992 obras que permitieron acortar el tiempo de viaje por estas líneas.
La línea actual se estableció con trenes 592, y posteriormente han ido siendo sustituidos por los TRD (1998) y 598 (2005) hasta llegar a los actuales 599 (2010). La línea fue denominada como «A3», como una línea con dos ramales desde Sevilla, uno a Almería y otro a Málaga. Con la nueva denominación de las líneas la otra rama pasó a denominarse línea 67.
El trazado ha sido modificado en varios puntos desde su inauguración con la construcción de varios by-pass que evitan invertir el sentido de la marcha y tener que entrar en las estaciones de La Roda de Andalucía, Bobadilla o Moreda. Además interfiere con la estación de Antequera-Santa Ana, inaugurada en 2007 y que fue preparada para que la línea realizara parada en la estación, aunque finalmente los trenes de esta línea no entran en ella.
Con el mismo recorrido que cubre esta línea se está construyendo una línea de alta velocidad, el Eje Ferroviario Transversal de Andalucía.

## Vías utilizadas
El servicio circula por las siguientes líneas:
| Número | Línea                       | Tramo                         | Distancia | Electrificada |
| ------ | --------------------------- | ----------------------------- | --------- | ------------- |
| 416    | Moreda - Granada            | Granada - Triángulo de Moreda | 57 km     | No            |
| 410    | Línea Linares Baeza-Almería | Triángulo de Moreda - Almería | 124 km    | Parcialmente  |